# Station Hennebont
Station Hennebont is een spoorwegstation in de Franse gemeente Hennebont.
Het wordt bediend door treinen van het netwerk TER Bretagne op de trajecten:
- Quimper-Nantes
- Quimper-Rennes
- Quimper-Vannes-Redon